# 대니 매닝

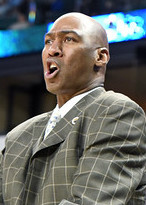
2015년 모습

대니 매닝(Danny Manning, 본명: 다니엘 리카르도 매닝, Daniel Ricardo Manning, 1966년 5월 17일 ~ )은 미국의 대학 농구 코치이자 콜로라도 대학의 남자 농구 보조 코치였던 전직 프로 선수이다. 매닝은 노스캐롤라이나주 그린즈버러에 있는 월터 하인즈 페이지 고등학교와 캔자스주 로렌스에 있는 로렌스 고등학교에서 고등학교 농구를 했다. 캔자스 제이호크스에서 대학 농구를 했고, 14년 동안 NBA(전미 농구 협회)에서 뛰었다. 프로 농구에서 은퇴한 후 매닝은 모교인 캔자스 대학교의 보조 코치가 되었다. 그는 1988년 선수로서 제이호크스와 함께 전국 챔피언십에서 우승했고, 2008년에는 어시스턴트로 다시 우승했다. 그는 2,951점으로 캔자스 농구 역사상 역대 최고 득점자이다. 그의 총점에 가장 가까운 다음 선수는 매닝보다 854점 뒤진 닉 콜리슨이다.